# Bundestagswahlkreis Biberach
Der Wahlkreis Biberach (2005: Wahlkreis 293; ab 2009: Wahlkreis 292) ist seit 1949 ein Bundestagswahlkreis in Baden-Württemberg.

## Wahlkreis
Der Wahlkreis umfasst den Landkreis Biberach sowie die Gemeinden Aichstetten, Aitrach, Bad Wurzach und Kißlegg des Landkreises Ravensburg. Bis 2005 gehörten zu diesem Wahlkreis auch noch die Gemeinden Achberg, Amtzell, Argenbühl, Bad Waldsee, Bergatreute, Isny im Allgäu, Leutkirch im Allgäu, Vogt, Wangen im Allgäu und Wolfegg des Landkreises Ravensburg; diese gehören ab 2009 zum neu gebildeten Bundestagswahlkreis Ravensburg. Bei der letzten Bundestagswahl waren 168.376 Einwohner wahlberechtigt. Der Wahlkreis wurde bislang bei allen Bundestagswahlen seit 1949 vom jeweiligen Kandidaten der CDU gewonnen.

## Wahlkreisgeschichte
| Wahl      | Wahlkreisname | Gebiet |
| --------- | ------------- | --- |
| 1949      | 5 Biberach    | Landkreis Biberach, Landkreis Saulgau, Landkreis Ehingen |
| 1953–1961 | 194 Biberach  | Landkreis Biberach, Landkreis Saulgau, Landkreis Ehingen |
| 1965–1976 | 198 Biberach  | Landkreis Biberach, Landkreis Saulgau, Landkreis Ehingen, vom Landkreis Sigmaringen die Gemeinden Billafingen, Burgau und Langenenslingen                                                               |
| 1980–1998 | 196 Biberach  | Landkreis Biberach, vom Landkreis Ravensburg die Gemeinden Achberg, Aichstetten, Aitrach, Amtzell, Argenbühl, Bad Waldsee, Bad Wurzach, Bergatreute, Isny, Kißlegg, Leutkirch, Vogt, Wangen und Wolfegg |
| 2002–2005 | 293 Biberach  | Landkreis Biberach, vom Landkreis Ravensburg die Gemeinden Achberg, Aichstetten, Aitrach, Amtzell, Argenbühl, Bad Waldsee, Bad Wurzach, Bergatreute, Isny, Kißlegg, Leutkirch, Vogt, Wangen und Wolfegg |
| seit 2009 | 292 Biberach  | Landkreis Biberach, vom Landkreis Ravensburg die Gemeinden Aichstetten, Aitrach, Bad Wurzach und Kißlegg                                                                                                |

## Wahlkreisabgeordnete
| Wahl | Abgeordneter | Abgeordneter                 | Partei | Stimmen in % |
| ---- | ------------ | ---------------------------- | ------ | ------------ |
| 1949 |              | Bernhard Bauknecht           | CDU    | 82,0         |
| 1953 | 79,1         | Bernhard Bauknecht           | CDU    |              |
| 1957 | 80,0         | Bernhard Bauknecht           | CDU    |              |
| 1961 | 75,3         | Bernhard Bauknecht           | CDU    |              |
| 1965 | 74,2         | Bernhard Bauknecht           | CDU    |              |
| 1969 |              | Eugen Maucher                | CDU    | 73,1         |
| 1972 | 72,1         | Eugen Maucher                | CDU    |              |
| 1976 |              | Isidor Früh                  | CDU    | 72,9         |
| 1980 |              | Alois Graf von Waldburg-Zeil | CDU    | 70,6         |
| 1983 | 75,1         | Alois Graf von Waldburg-Zeil | CDU    |              |
| 1987 | 67,6         | Alois Graf von Waldburg-Zeil | CDU    |              |
| 1990 | 62,1         | Alois Graf von Waldburg-Zeil | CDU    |              |
| 1994 | 58,9         | Alois Graf von Waldburg-Zeil | CDU    |              |
| 1998 |              | Franz Romer                  | CDU    | 48,5         |
| 2002 | 57,7         | Franz Romer                  | CDU    |              |
| 2005 | 52,4         | Franz Romer                  | CDU    |              |
| 2009 |              | Josef Rief                   | CDU    | 42,7         |
| 2013 | 59,0         | Josef Rief                   | CDU    |              |
| 2017 | 44,5         | Josef Rief                   | CDU    |              |
| 2021 | 35,1         | Josef Rief                   | CDU    |              |
| 2025 |              | Wolfgang Dahler              | CDU    | 40,9         |

## Wahlergebnisse

### Bundestagswahl 2025
| Kandidaten                                            | Kandidaten                   | Parteien/Listen     | Erststimmen | Erststimmen | Zweitstimmen | Zweitstimmen |
| Kandidaten                                            | Kandidaten                   | Parteien/Listen     | Stimmen     | %           | Stimmen      | %            |
| ----------------------------------------------------- | ---------------------------- | ------------------- | ----------- | ----------- | ------------ | ------------ |
|                                                       | Wolfgang Dahlergewählt im WK | CDU                 | 58.651      | 40,9        | 55.026       | 38,3         |
|                                                       | Martin Gerster               | SPD                 | 18.225      | 12,7        | 14.951       | 10,4         |
|                                                       | Anja Reinalter               | GRÜNE               | 14.819      | 10,3        | 14.064       | 9,8          |
|                                                       | Ben Dippe                    | FDP                 | 5.555       | 3,9         | 7.298        | 5,1          |
|                                                       | Paula Agathe Gulde           | AfD                 | 32.077      | 22,4        | 33.316       | 23,2         |
|                                                       | Maximilian Krippner          | LINKE               | 5.447       | 3,8         | 6.496        | 4,5          |
|                                                       | –                            | dieBasis            | –           | –           | 614          | 0,4          |
|                                                       | Reinhold Bopp                | FREIE WÄHLER        | 4.638       | 3,2         | 2.696        | 1,9          |
|                                                       | Simone Bischof               | Tierschutzpartei    | 2.401       | 1,7         | 1.258        | 0,9          |
|                                                       | –                            | Die PARTEI          | –           | –           | 558          | 0,4          |
|                                                       | Karolin Werkmann             | Volt                | 1.699       | 1,2         | 885          | 0,6          |
|                                                       | –                            | ÖDP                 | –           | –           | 576          | 0,4          |
|                                                       | –                            | Bündnis C           | –           | –           | 273          | 0,2          |
|                                                       | –                            | MLPD                | –           | –           | 29           | 0,0          |
|                                                       | –                            | Bündnis Deutschland | –           | –           | 215          | 0,1          |
|                                                       | –                            | BSW                 | –           | –           | 5.491        | 3,8          |
| Gesamt                                                | Gesamt                       | Gesamt              | 143.512     | 100         | 143.746      | 100          |
|                                                       |                              |                     |             |             |              |              |
| Ungültige Stimmen                                     | Ungültige Stimmen            | Ungültige Stimmen   | 1.018       | 0,7         | 784          | 0,5          |
| Wähler                                                | Wähler                       | Wähler              | 144.530     | 85,1        | 144.530      | 85,1         |
| Wahlberechtigte                                       | Wahlberechtigte              | Wahlberechtigte     | 169.789     |             | 169.789      |              |
|                                                       |                              |                     |             |             |              |              |
| Quellen: Die Bundeswahlleiterin, Kandidaten – Stimmen |                              |                     |             |             |              |              |

### Bundestagswahl 2021
Bei der Bundestagswahl 2021 sind für den Wahlkreis 292 24 Parteien mit Landeslisten und zwölf Kandidaten für das Direktmandat angetreten. Die Wahlbeteiligung lag bei 78,8 %.
| Direktkandidat    | Partei                | Erststimmen in % | Zweitstimmen in % |
| ----------------- | --------------------- | ---------------- | ----------------- |
| Josef Rief        | CDU                   | 35,1             | 30,6              |
| Martin Gerster    | SPD                   | 18,6             | 17,5              |
| Anja Reinalter    | Bündnis 90/Die Grünen | 13,6             | 13,7              |
| Florian Hirt      | FDP                   | 9,9              | 14,5              |
| Rebecca Weißbrodt | AfD                   | 10,2             | 10,8              |
| Rainer Schaaf     | Die Linke             | 1,6              | 2,2               |
| Simone Bischof    | Tierschutzpartei      | 1,8              | 1,5               |
| Sven Milverstaedt | Die PARTEI            | 1,1              | 0,9               |
| Ulrich Bossler    | FREIE WÄHLER          | 3,4              | 3,1               |
| Samuel Schmid     | PIRATEN               | 0,6              | 0,4               |
| Norbert Huchler   | ÖDP                   | 1,9              | 0,9               |
| –                 | NPD                   | –                | 0,1               |
| –                 | DiB                   | –                | 0,1               |
| –                 | MLPD                  | –                | 0,0               |
| –                 | DKP                   | –                | 0,0               |
| Jan Zubel         | dieBasis              | 2,4              | 2,4               |
| –                 | Bündnis C             | –                | 0,2               |
| –                 | Bürgerbewegung        | –                | 0,2               |
| –                 | Bündnis21             | –                | 0,0               |
| –                 | LKR                   | –                | 0,0               |
| –                 | Die Humanisten        | –                | 0,1               |
| –                 | Gesundheitsforschung  | –                | 0,1               |
| –                 | Team Todenhöfer       | –                | 0,3               |
| –                 | Volt                  | –                | 0,3               |

### Bundestagswahl 2017
Zur Bundestagswahl am 24. September 2017 kandidieren die folgenden Direktkandidaten:
| Direktkandidat    | Partei            | Erststimmen in % | Zweitstimmen in % |
| ----------------- | ----------------- | ---------------- | ----------------- |
| Josef Rief        | CDU               | 44,5             | 43,1              |
| Martin Gerster    | SPD               | 16,9             | 12,7              |
| Anja Reinalter    | GRÜNE             | 13,5             | 11,3              |
| Tim Hundertmark   | FDP               | 7,5              | 11,0              |
| Matthias Stiel    | AfD               | 11,3             | 12,5              |
| Ralph Heidenreich | Die Linke         | 3,8              | 4,6               |
| –                 | PIRATEN           | –                | 0,5               |
| –                 | NPD               | –                | 0,3               |
| –                 | Tierschutzpartei  | –                | 0,7               |
| Deborah Schiwig   | Freie Wähler      | 1,2              | 0,9               |
| Gudrun Diebold    | ÖDP               | 1,3              | 0,9               |
| –                 | MLPD              | –                | 0,0               |
| –                 | Tierschutzallianz | –                | 0,2               |
| –                 | BGE               | –                | 0,2               |
| –                 | DiB               | –                | 0,1               |
| –                 | DKP               | –                | 0,0               |
| –                 | DM                | –                | 0,2               |
| –                 | Die Rechte        | –                | 0,0               |
| –                 | Menschliche Welt  | –                | 0,2               |
| –                 | Die PARTEI        | –                | 0,5               |
| –                 | V-Partei³         | –                | 0,1               |

### Bundestagswahl 2013
| Direktkandidat    | Partei              | Erststimmen in % | Zweitstimmen in % |
| ----------------- | ------------------- | ---------------- | ----------------- |
| Josef Rief        | CDU                 | 59,0             | 56,3              |
| Martin Gerster    | SPD                 | 19,8             | 14,8              |
| Norbert Mayer     | FDP                 | 2,3              | 4,9               |
| Eugen Schlachter  | GRÜNE               | 9,0              | 9,1               |
| Ralph Heidenreich | DIE LINKE           | 3,4              | 3,4               |
| Lisa Rudolf       | PIRATEN             | 2,9              | 2,1               |
| —                 | NPD                 | —                | 0,9               |
| —                 | REP                 | —                | 0,5               |
| —                 | Tierschutzpartei    | —                | 0,7               |
| Gudrun Diebold    | ÖDP                 | 1,6              | 1,0               |
| —                 | PBC                 | —                | 0,2               |
| —                 | Volksabstimmung     | —                | 0,2               |
| —                 | MLPD                | —                | 0,0               |
| —                 | BüSo                | —                | 0,0               |
| —                 | AfD                 | —                | 4,2               |
| —                 | BIG                 | —                | 0,1               |
| —                 | pro Deutschland     | —                | 0,1               |
| Ulrich Bossler    | FREIE WÄHLER        | 2,1              | 1,3               |
| —                 | PARTEI DER VERNUNFT | —                | 0,1               |
| —                 | RENTNER             | —                | 0,3               |

### Bundestagswahl 2009
| Direktkandidat  | Partei                | Erststimmen in % | Zweitstimmen in % | Bundestagswahl 2005 Zweitstimmen in % |
| --------------- | --------------------- | ---------------- | ----------------- | ------------------------------------- |
| Josef Rief      | CDU                   | 42,7             | 43,2              | 49,8                                  |
| Martin Gerster  | SPD                   | 23,0             | 13,7              | 22,3                                  |
| Thomas Oelmayer | Bündnis 90/Die Grünen | 9,8              | 10,9              | 7,9                                   |
| Oliver Lukner   | FDP                   | 15,1             | 18,8              | 11,2                                  |
| –               | REP                   | –                | 1,1               | 1,6                                   |
| Herbert Wilzek  | Die Linke.            | 5,4              | 5,8               | 2,7                                   |
| –               | PBC                   | –                | 0,4               | 0,4                                   |
| Siegfried Härle | NPD                   | 2,1              | 1,2               | 1,2                                   |
| Gudrun Diebold  | ödp                   | 1,5              | 1,3               | -                                     |
| –               | BüSo                  | –                | 0,1               | 0,1                                   |
| –               | PIRATEN               | –                | 2,0               | –                                     |
| –               | MLPD                  | –                | 0,0               | 0,1                                   |
| Peter Baer      | Einzelbewerber        | 0,4              | –                 | –                                     |
| –               | Volksabstimmung       | –                | 0,3               | -                                     |
| –               | Tierschutzpartei      | –                | 0,8               | -                                     |
| –               | Die VIOLETTEN         | –                | 0,2               | -                                     |
| –               | DVU                   | –                | 0,1               | -                                     |
| –               | ADM                   | –                | 0,1               | -                                     |